# El Pla de Grassetes
El Pla de Grassetes és un veïnat de masies disperses del terme de municipal de Santa Maria d'Oló, pertanyent a la comarca del Moianès.
Està situat a l'extrem nord-est del terme, a migdia de la Carena de Segalers, de l'Eix Transversal C-25 i de la carretera BP-4313. És a l'est-nord-est de Santa Maria d'Oló i a l'oest-sud-oest de Sant Feliuet de Terrassola.
Formen aquest veïnat les dues masies juntes de Grassetes, així com les de Canadell, Canemasses, la Coromina, la Garriga, la Moretona, la Pedragosa, el Soler, Torremagra i Vilanova. Pertany a aquest veïnat l'església romànica de Sant Jaume de Vilanova, que obtingué efímerament la titularitat parroquial en època medieval.